# 모니카 라둘로비치
모니카 라둘로비치(영어: Monika Radulovic, 세르비아어: Моника Радуловић / Monika Radulović, 1990년 9월 20일 ~ )는 오스트레일리아의 모델이다. 미스 유니버스 오스트레일리아 2015에서 우승을 차지했으며 미스 유니버스 2015에서 톱5에 들었다.

## 경력
모니카 라둘로비치는 1990년 9월 20일에 유고슬라비아 사회주의 연방공화국(현재의 보스니아 헤르체고비나) 자비도비치에서 세르비아계 가정의 딸로 태어났다. 그의 가족들은 보스니아 전쟁 시기에 난민이 되었는데 라둘로비치가 4세였던 시절에 오스트레일리아로 이주하게 된다. 라둘로비치는 웨스턴시드니 대학교에서 심리학과를 우등으로 졸업했다.
라둘로비치는 말레이시아 쿠알라룸푸르에서 열린 미스 투어리즘 인터내셔널 2012에서 오스트레일리아 대표로 참가하여 2위를 차지했다. 2014년 6월 6일에 열린 미스 유니버스 오스트레일리아 2014에서는 4위에 올랐으며 2015년 6월 5일에 열린 미스 유니버스 오스트레일리아 2015에서 뉴사우스웨일스주 대표로 참가하여 우승을 차지했다. 2015년 12월 20일에 미국 라스베이거스에서 열린 미스 유니버스 2015에서는 오스트레일리아 대표로 참가하여 톱5에 들었다.
2018년 8월에는 네트워크 텐에서 방송된 예능 프로그램 《오스트레일리안 서바이버: 챔피언스 vs 컨텐더스》(Australian Survivor: Champions vs. Contenders)에 출연했다. 2018년 3월 25일에는 시드니에서 예술가인 알레산드로 류비치치와 결혼식을 올렸다. 2021년 1월 1일에는 아들인 루카를 출산했다.